# Hortolà comú
L'hortolà comú, piula hortolana o piula (Emberiza hortulana) és una espècie d'ocell de l'ordre dels passeriformes que sembla estar en regressió als Països Catalans.
El nom del gènere Emberiza prové de l'alemany alamànic «Embritz», un «bunting». “Hortulana” prové de l'italià «ortolana», és a dir, "jardiner".
L'hortolà se servia a la cuina francesa, cuinat i menjat sencer. Tradicionalment, els comensals es cobrien el cap amb el tovalló, o una tovallola, mentre menjaven la delicadesa. L'ocell era tan àmpliament apreciat que les poblacions franceses van caure reduint la població perillosament, fet que va portar que el 1999 es promulguessin lleis que en restringien l'ús, sense èxit, però. El setembre de 2007, el govern francès va anunciar la intenció d'aplicar les lleis que feia temps ignorades per protegir l'ocell.

## Distribució i hàbitat
Originari de la majoria de països europeus i de l'Àsia occidental, arriba fins al nord d'Escandinàvia i més enllà del cercle polar àrtic, freqüentant els camps de blat de moro i rodalia. És un divagant poc comú a la primavera i especialment a la tardor, a les illes britàniques. És estiuenc als Països Catalans.
Va ser detectat a Kenjar Coastal Karnataka, Índia, el novembre de 2018 i fotografiat, alguns dels observadors d'ocells van comentar que es tracta del primer registre fotogràfic d'un hortolà a l'Índia.
En qualitat de nidificador, està molt localitzat en punts diversos del territori, sempre en zones muntanyenques obertes, amb arbres i arbusts dispersos, que estiguin envoltades de vinyes, camps llaurats o prats.

## Morfologia
Fa 16-17 cm de llargària i una envergadura alar de 23-29 cm. En aparença i hàbits s'assembla molt al seu parent la verderola, però no té la coloració brillant d'aquesta espècie; el cap de l'hortolà, per exemple, és de color verd grisenc, en lloc de groc brillant. El cant del mascle s'assembla al de la verderola. El coll i el pit també són de color verd grisenc; la gola, el mostatxo (bigotera) i el cercle ocular d'un groc pàl·lid; les parts superiors ratllades de bru i negrenc; el carpó d'un falb rogenc; el ventre és vermellós i les ales ratllades d'un bru fosc i bru groguenc i roig. La femella és de tons més pàl·lids. El bec i les potes són de color rosat.

## Reproducció i comportament
La femella fa el niu a terra, entre matolls i entre maig-juny hi pon 4 o 5 ous, els incuba durant 12 dies i alimenta la niada amb l'ajut del pare, fins que els petits deixen el nial als 10-13 dies. De vegades fan dues covades.
L'edat màxima registrada és de sis anys i deu mesos per a un ocell trobat mort a Suïssa.
Les llavors són la dieta natural, però per alimentar les cries majoritàriament ho fan amb escarabats i altres insectes.

## Taxonomia
L'hortolà va ser descrit pel naturalista suec Carl Linnaeus el 1758 en la desena edició de la seva “Systema Naturae” i conserva el nom binomial original d'Emberiza hortulana. L'espècie és monotípica. Un estudi filogenètic molecular fet principalment a ocells de la família Emberizinae publicat l'any 2008 va trobar que l'hortolà està estretament relacionat amb l'hortolà cendrós (Emberiza caesia).

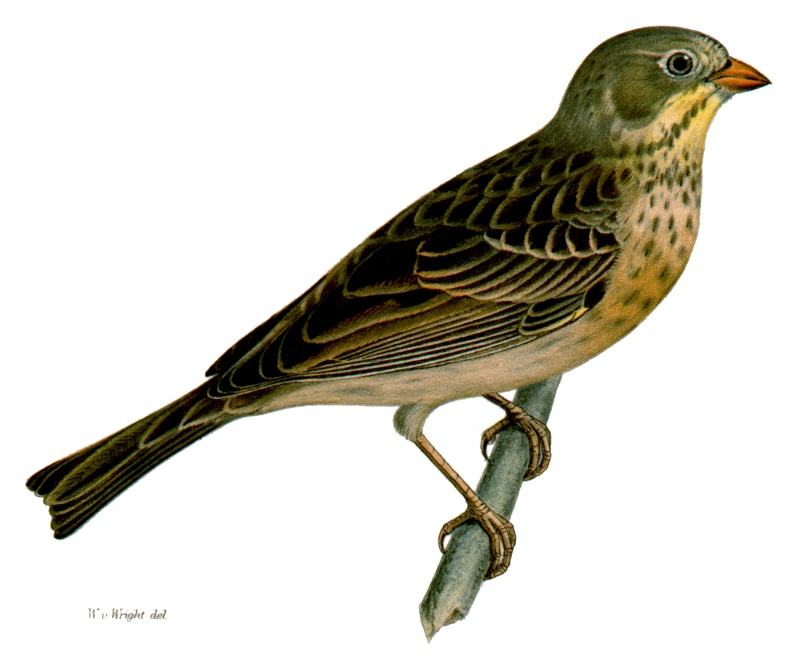
Il·lustració d'una femella d'hortolà feta per Wilhelm von Wright

## Observacions
És una espècie en regressió en deu països europeus, encara que la població total per a tot Europa és de 400.000-600.000 parelles. Entre 1960 i 1980 va desaparèixer de 17 departaments francesos i en altres set va minvar-ne la població (la població d'hortolans a França l'any 1992 era al voltant de les 15.000 parelles). Les raons d'aquesta davallada són degudes a la pèrdua de l'hàbitat natural, a la reducció de les àrees de cria, als canvis soferts pels paisatges agrícoles i a la caça (al departament francès de les Landes, per exemple, són abatuts cada any 50.000 hortolans, és a dir, deu vegades la població total d'hortolans d'Alemanya, Bèlgica i els Països Baixos).

## Usos gastronòmics
Durant segles, un ritual de pas per als gurmets francesos va ser menjar hortolans. Aquests ocells (capturats vius, alimentats a la força i després ofegats en Armanyac) eren rostits sencers i menjats així, ossos i tot, mentre el comensal es tapava el cap amb un tovalló de lli per conservar les precioses aromes i, alguns creuen, per amagar-los de Déu.
Els hortolans rostits constitueixen un plat gairebé llegendari de la gastronomia francesa, molt apreciats per gurmets i aficionats tant pel seu sabor com pel ritual que l'envolta.
Els ocells són capturats amb xarxes posades durant el vol migratori de tardor quan fan cap a Àfrica. Després es guarden en gàbies o caixes cobertes. Els ocells reaccionen a la foscor atipant-se de gra, generalment llavors de mill, fins que doblen el seu volum. A continuació, s'introdueixen en un recipient d'Armanyac, que els ofega i alhora marina els ocells.
L'ocell es rosteix durant vuit minuts i després és desplomat. Aleshores, el consumidor se l'introdueix a la boca començant pels peus, mentre l'agafa pel cap. L'hortolà es menja sencer, amb o sense cap i el consumidor escup els ossos més grossos. La manera tradicional en què els gourmets francesos mengen hortolans és tapant-se el cap i la cara amb un tovalló o una tovallola gran mentre consumeixen l'ocell. El propòsit de la tovallola és objecte de debat. Alguns afirmen que es tracta d'una manera de conservar al màxim l'aroma; d'altres han afirmat que "la tradició dicta que [la tovallola] és per amagar —als ulls de Déu— la vergonya d'un acte tan excessiu i vergonyós" i altres han suggerit que la tovallola simplement amaga els consumidors que escupen ossos. Aquest ús de la tovallola va ser iniciat per un sacerdot, amic de Jean Anthelme Brillat-Savarin.
En el passat, l'illa de Xipre era el principal exportador d'hortolans que els maceraven en vinagre i espècies i s'envasaven en botes que contenien de 300 a 400 exemplars cadascuna. A principis del segle xx, des de Xipre s'exportaven anualment entre 400 i 500 botes.

### Àpats destacats
- El Sopar dels Tres Emperadors de 1867 va incloure hortolans amb brindis entre els seus 16 plats.[21]
- El plat favorit del premi Nobel de medicina i inventor del procediment de lobotomia, António Egas Moniz, eren els hortolans preparats al restaurant Le Chapon Fin de Bordeus.[22]
- El 1975, el crític gastronòmic Craig Claiborne va fer una oferta guanyadora de 300 dòlars en una subhasta per a un sopar per a dues persones, cortesia d'American Express, a qualsevol restaurant del món que acceptés la seva targeta de crèdit. Claiborne va seleccionar Chez Denis a París per a fer-hi un àpat de 4.000 dòlars[23] de l'època (20.665 dòlars el 2022) que incloïa un curset de com es menjaven els hortolans.
- El 1995, l'últim àpat de Cap d'Any de l'antic president francès François Mitterrand va incloure aquest ocell especialment preparat.[16]

## Estatus legal en l'actualitat
La caça d'hortolans va ser prohibida a França l'any 1999, però la llei es va aplicar malament i es creu que fins a 50.000 hortolans van ser assassinats il·legalment cada any durant la migració de tardor: la majoria d'ocells de zones de cria a Finlàndia i la zona del Bàltic. Segons la Lliga francesa per a la protecció dels ocells, la població d'ortolanes de França va caure un 30% entre 1997 i 2007. El 2007, el govern francès es va comprometre a fer complir estrictament algunes normes existents sobre la prohibició d'aquesta pràctica, amb una multa màxima fixada en 6.000 €. En l'actualitat, matar i cuinar hortolans està prohibit a tota la UE. L'any 2007, la pressió de la Lliga francesa per a la protecció dels ocells i de la Unió Europea va fer que el govern francès es comprometés a fer complir la directiva de la UE que protegeix l'hortolà.
Els estats membres de la Unió Europea prohibeix:
- Matança o captura deliberada d'aquests ocells per qualsevol mètode;
- Destrucció deliberada dels seus nius i ous, o danys als seus nius, o eliminació dels nius;
- Agafar els ous a la natura i conservar-los;
- Pertorbar deliberadament aquests ocells especialment durant el període de cria, en la mesura que això tindria un efecte negatiu significatiu sobre els ocells;
- La caça, captura i tinença;
- La venda, transport per a la venda, manteniment per a la venda i l'oferta per a la venda d'ocells vius o morts i de qualsevol part o derivat fàcilment reconeixible d'aquests ocells.